# Singerocomus
Singerocomus is een geslacht van schimmels behorend tot de familie Boletaceae.

## Soorten
Volgens Index Fungorum bevat het geslacht drie soorten:
| Soortnaam                | Auteur(s)                        | Publicatiejaar |
| ------------------------ | -------------------------------- | -------------- |
| Singerocomus atlanticus  | A.C. Magnago                     | 2018           |
| Singerocomus inundabilis | (Singer) T.W. Henkel & Huasbands | 2016           |
| Singerocomus rubriflavus | T.W. Henkel & Husbands           | 2016           |